# Junellia
Die Junellia sind eine Pflanzengattung innerhalb der Familie der Eisenkrautgewächse (Verbenaceae). Die etwa 40 Arten sind von Kolumbien, Bolivien, Peru über Chile und Argentinien bis nach Patagonien verbreitet und eine davon, Junellia tridactylites, kommt auf den Falkland-Inseln vor.

## Beschreibung

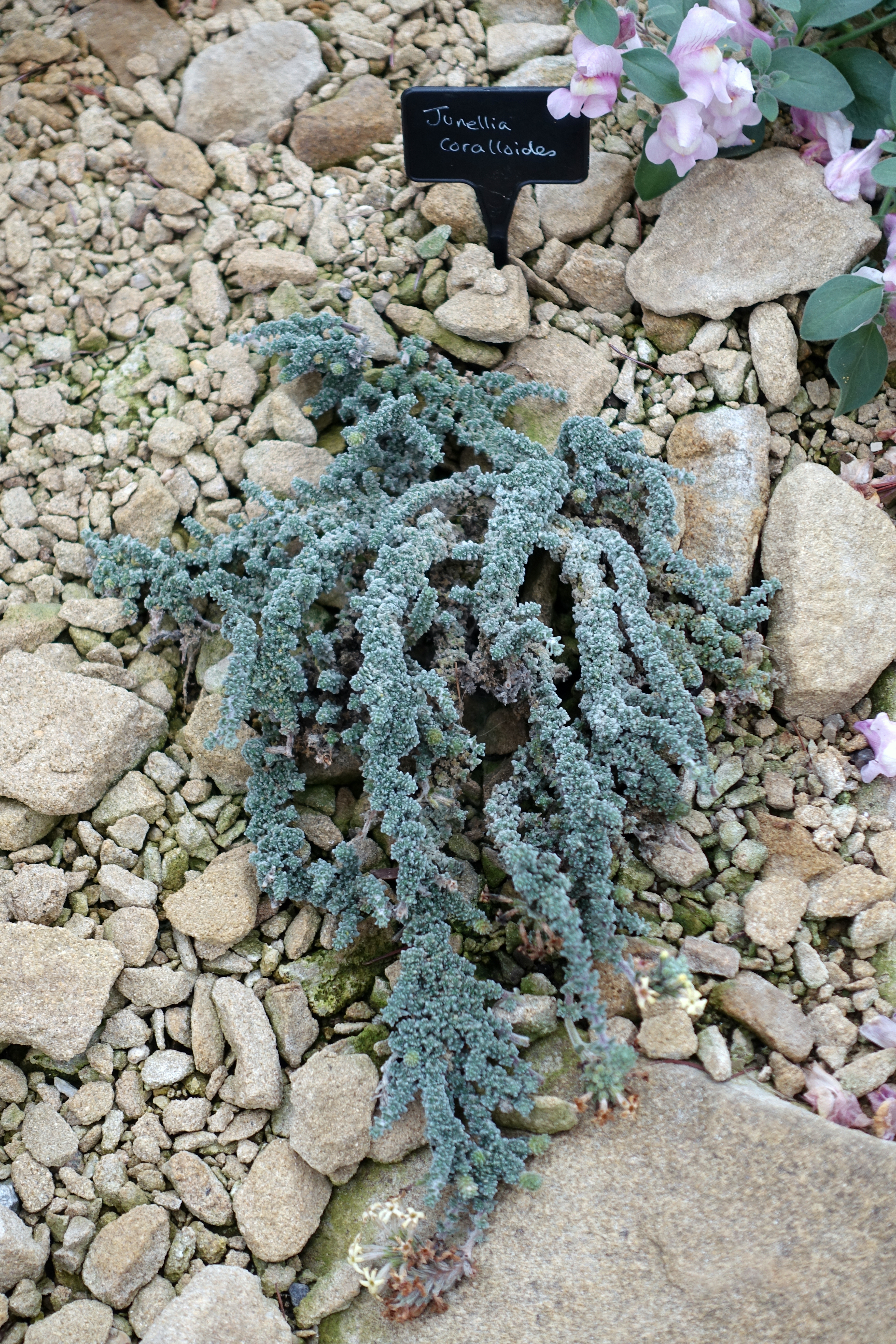
Habitus von Junellia coralloides

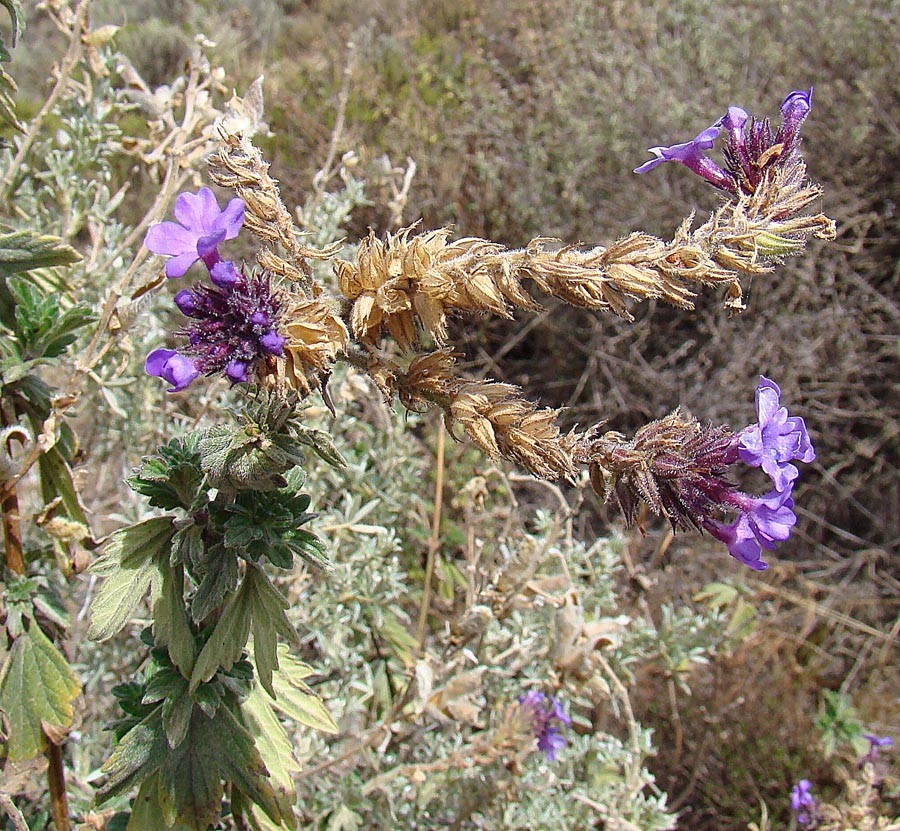
Junellia fasciculata

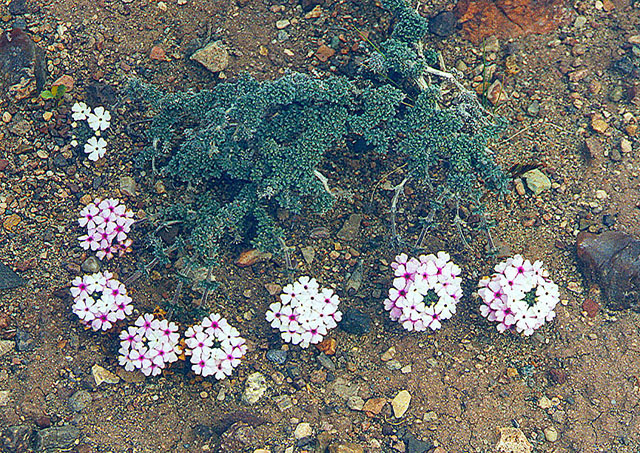
Junellia micrantha

### Vegetative Merkmale
Junellia-Arten sind Sträucher, die niedrig und polsterförmig wachsen. Sie sind nicht duftend, manchmal sind sie mit Stacheln besetzt. Die Laubblätter sind einfach oder dreigelappt, sie können gleichförmig oder in zwei unterschiedlichen Formen auftreten.

### Generative Merkmale
Die end- oder seitenständigen, ährigen Blütenstände, die oftmals gestaucht sind, können viele Blüten enthalten oder auf ein bis zwei Blüten reduziert sein. Es sind Deckblätter vorhanden. Die Tragblätter sind klein und unauffällig. Die Blüten selbst sind aufsitzend.
Die zwittrigen Blüten sind zygomorph und fünfzählig mit doppelter Blütenhülle. Die fünf Kelchblätter sind röhrig verwachsen. Der Kelch endet in fünf Kelchlappen und ist an der Frucht erhalten. Die zygomorphe oder schwach zygomorphe Krone kann weiß, creméfarben, pink oder malvenfarbig sein. Die fünf Kronblätter sind trichterförmig bis stieltellerförmig verwachsen. Es sind fünf Kronlappen erkennbar. Die vier Staubblätter setzen in der Mitte der Kronröhre an. Die Theken der Staubbeutel sind manchmal mit einem sichtbaren Konnektiv verbunden, das drüsige Anhänge haben kann. Der Griffel besitzt eine verbreiterte Basis, er kann an der Frucht beständig sein oder aber abfallen. Zwei Fruchtblätter sind zu einem oberständigen Fruchtknoten verwachsen, jedes Fruchtblatt ist wiederum zweikammerig, in jeder Kammer befindet sich eine einzige Samenanlage.
Die langgestreckten Früchte besitzen eine netzartige Oberfläche und zerfallen in vier einsamige Teilfrüchte.
Die Chromosomengrundzahl beträgt meist x = 10 oder selten x = 9; da innerhalb der Gattung Junellia meist Diploidie vorhanden ist die Chromosomenzahl also meist 2n = 20, selten 18.

## Systematik und Verbreitung
Der Gattungsname Junellia wurde 1940 durch Harold Norman Moldenke in Lilloa, Volume 5, Seite 392 veröffentlicht, da die Name Monopyrena Speg. und Thryothamnus Phil. Urbania  zurückgewiesen wurden. Ein weiteres Synonym für Junellia Moldenke nom. cons. ist seit 2009 Urbania Phil. Der Gattungsname wurde wahrscheinlich zu Ehren des schwedischen Botanikers Sven Albert Brynolt Junell (1901–1990) vergeben.
Die etwa 37 Arten sind hauptsächlich von Kolumbien, Bolivien, Peru über Chile und Argentinien bis nach Patagonien verbreitet. Nur eine Art, Junellia tridactylites, kommt auch auf den Falkland-Inseln vor.
Diese Arten wurde traditionell in der Sektion Verbena sect. Junellia der Gattung der Verbenen (Verbena) zugeordnet. 2009 wurden elf Arten in die neue Gattung Mulguraea N.O'Leary & P.Peralta ausgegliedert.
Der Tribus Verbeneae Schauer enthält seit 2009 die fünf Gattungen: Junellia, Verbena, Mulguraea, Glandularia und Hierobotana. Die einzige Art der Gattung Urbania gehört seit 2009 zu Junellia.
Es gibt seit 2009 etwa 37 Junellia-Arten, danach kamen noch einige Arten hinzu:
- Junellia alba (Moldenke) Molinari: Die Neukombination erfolgte 2015. Sie kommt nur in der argentinischen Provinz Chubut vor.[5]
- Junellia aretioides (R.E.Fr.) Moldenke (Syn.: Verbena aretioides R.E.Fr.): Sie kommt von Bolivien bis ins nordwestliche Argentinien und ins nördliche Chile vor.[5]
- Junellia azorelloides (Speg.) Moldenke (Syn.: Verbena azorelloides Speg.): Sie kommt im südlichen und südwestlichen Argentinien vor.[5]
- Junellia ballsii (Moldenke) N.O'Leary & P.Peralta (Syn.: Verbena ballsii Moldenke): Sie kommt im nordwestlichen Argentinien vor.[5]
- Junellia bisulcata (Hayek) Moldenke (Syn.: Verbena bisulcata Hayek): Es gibt seit 1995 zwei Varietäten:[5]
  - Junellia bisulcata (Hayek) Moldenke var. bisulcata: Sie kommt vom südlichen Bolivien bis zum nordwestlichen Argentinien vor.[5]
  - Junellia bisulcata var. campestris P(Griseb.) Botta (Syn.: Verbena juniperina var. campestris PGriseb., Junellia juniperina var. campestris P(Griseb.) Moldenke): Diese Neukombination erfolgte 1995. Diese Varietät kommt im nördlichen-zentralen Argentinien vor.[5]
- Junellia bryoides (Phil.) Moldenke (Syn.: Verbena bryoides Phil.): Sie kommt im nördlichen Chile vor.[5]
- Junellia caespitosa (Gillies & Hook.) Moldenke (Syn.: Verbena caespitosa Gillies & Hook.): Sie kommt in Chile und in Argentinien vor.[5]
- Junellia clavata (Ruiz & Pav.) O'Leary & Múlgura: Die Neukombination erfolgte 2014. Sie kommt im südwestlichen Peru vor.[5]
- Junellia congesta (Tronc.) Moldenke (Syn.: Verbena congesta Tronc.): Sie kommt nur in der argentinischen Provinz Neuquén vor.[5]
- Junellia connatibracteata (Kuntze) Moldenke (Syn.: Verbena connatibracteata Kuntze): Sie kommt im zentralen und südlichen Argentinien vor.[5]
- Junellia coralloides M.Sheader & A.Sheader: Sie wurde 2014 aus der argentinischen Provinz Santa Cruz erstbeschrieben.[8][5]
- Junellia crithmifolia (Gillies & Hook.) N.O'Leary & P.Peralta (Syn.: Verbena crithmifolia Gillies & Hook.): Sie kommt in Argentinien vor.[5]
- Junellia digitata (Phil.) Moldenke (Syn.: Verbena digitata Phil.): Es gibt seit 1995 zwei Varietäten:[5]
  - Junellia digitata (Phil.) Moldenke var. digitata (Syn.: Verbena tridactyla Phil., Verbena triternata Phil., Verbena nubigena Speg. nom. illeg., Junellia nubigena Moldenke, Junellia tridactyla (Phil.) Moldenke, Junellia punctulata Hieron. ex Moldenke, Junellia spegazzinii Moldenke nom. illeg., Verbena spegazzinii Tronc.) Sie kommt vom nördlichen Chile bis zum nordwestlichen Argentinien vor.[5]
  - Junellia digitata var. integerrima (Botta) Botta (Syn.: Verbena digitata var. integerrima Botta): Sie kommt im nördlichen Chile und in der argentinischen Provinz Jujuy vor.[5]
- Junellia erinacea (Gillies & Hook.) Moldenke (Syn.: Verbena erinacea Gillies & Hook.): Sie kommt im westlichen Argentinien vor.[5]
- Junellia fasciculata (Benth.) N.O'Leary & P.Peralta (Syn.: Verbena fasciculata Benth.): Sie kommt im westlichen Peru vor.[5]
- Junellia hookeriana (Covas & Schnack) N.O'Leary & P.Peralta (Syn.: Glandularia hookeriana Covas & Schnack): Es gibt seit 2011 zwei Varietäten:[5]
  - Junellia hookeriana var. catamarcensis (Moldenke) P.Peralta & N.O'Leary (Syn.: Verbena catamarcensis Moldenke): Diese Neukombination erfolgte 2011. Diese Varietät kommt nur in der argentinischen Provinz Catamarca vor.[5]
  - Junellia hookeriana (Covas & Schnack) N.O'Leary & P.Peralta var. hookeriana: Sie kommt im nördlichen bis nördlichen-zentralen Argentinien vor.[5]
- Junellia juniperina (Lag.) Moldenke (Syn.: Verbena juniperina Lag.): Sie kommt vom südlichen Peru bis zum nordwestlichen Argentinien vor.[5]
- Junellia lavandulifolia (Phil.) Moldenke (Syn.: Verbena lavandulifolia Phil.): Sie kommt im zentralen Chile vor.[5]
- Junellia micrantha (Phil.) Moldenke (Syn.:  Verbena micrantha Phil.): Sie kommt in Argentinien vor.[5]
- Junellia minima (Meyen) Moldenke (Syn.: Verbena minima Meyen): Sie kommt vom südlichen Peru bis zum nordwestlichen Argentinien vor.[5]
- Junellia occulta (Moldenke) N.O'Leary & P.Peralta (Syn.: Verbena occulta Moldenke): Sie kommt im nordwestlichen Peru vor.[5]
- Junellia odonellii Moldenke: Sie kommt vom südlichen Chile bis zum südlichen Argentinien vor.[5]
- Junellia origenes (Phil.) N.O'Leary & P.Peralta (Syn.: Verbena origenes Phil.): Sie kommt in Chile und in Argentinien vor.[5]
- Junellia pappigera (Phil.) N.O'Leary & P.Peralta (Syn.:  Urbania pappigera Phil.): Sie kommt vom südwestlichen Bolivien bis zum nördlichen Chile und bis Argentinien vor.[5][6]
- Junellia patagonica (Speg.) Moldenke (Syn.:  Verbena patagonica Speg.): Sie kommt im südlichen Argentinien vor.[5]
- Junellia pseudojuncea (Gay) Moldenke (Syn.:  Verbena pseudojuncea Gay): Sie kommt in Chile vor.[5]
- Junellia selaginoides (Kunth ex Walp.) Moldenke (Syn.:  Verbena selaginoides Kunth ex Walp.): Es gibt zwei Varietäten:[5]
  - Junellia selaginoides var. illapelina (Phil.) Botta (Syn.: Verbena illapelina Phil., Verbena selaginoides var. illapelina (Phil.) Reiche, Junellia illapelina (Phil.) Moldenke): Sie kommt im nördlichen-zentralen Chile vor.[5]
  - Junellia selaginoides (Kunth ex Walp.) Moldenke var. selaginoides (Syn.: Verbena alternifolia Schauer, Verbena polycephala Turcz.): Sie kommt im nördlichen bis nördlichen-zentralen Chile vor.[5]
- Junellia seriphioides (Gillies & Hook.) Moldenke (Syn.:  Verbena seriphioides Gillies & Hook.): Sie kommt von Bolivien bis Argentinien vor.[5]
- Junellia silvestrii (Speg.) Moldenke (Syn.:  Verbena silvestrii Speg.): Sie kommt vom südlichen Chile bis zum südlichen Argentinien vor.[5]
- Junellia spathulata (Gillies & Hook.) Moldenke (Syn.: Verbena spathulata Gillies & Hook.):  Es gibt seit 1995 zwei Varietäten:[5]
  - Junellia spathulata var. glauca (Gillies & Hook.) Botta (Syn.: Verbena glauca Gillies & Hook., Junellia glauca (Gillies & Hook.) Moldenke, Verbena spathulata var. grandiflora Schauer, Diostea filifolia Miers, Junellia spathulata var. grandiflora (Schauer) Botta): Diese Neukombination erfolgte 1995. Die Varietät kommt im zentralen Chile und in argentinischen Provinzen Mendoza sowie Neuquén vor.[5]
  - Junellia spathulata (Gillies & Hook.) Moldenke var. spathulata (Syn.: Verbena spathulata var. parviflora Schauer, Diostea stenophylla Miers, Lantana clarazii Ball, Verbena ochreata Briq., Verbena spathulata var. pseudojuncea Reiche): Sie kommt in zentralen Chile und im westlichen-zentralen Argentinien vor.[5]
- Junellia spissa (Sandwith) Moldenke (Syn.: Verbena spissa Sandwith): Sie kommt im südlichen Argentinien vor.[5]
- Junellia succulentifolia (Kuntze) Moldenke (Syn.: Verbena succulentifolia Kuntze): Sie kommt in den argentinischen Provinzen La Pampa bis Chubut vor.[5]
- Junellia thymifolia (Lag.) Moldenke (Syn.: Verbena thymifolia Lag.): Sie kommt von Chile bis zum südlichen Argentinien vor.[5]
- Junellia toninii (Kuntze) Moldenke (Syn.: Verbena toninii Kuntze): Es gibt seit 2008 zwei Varietäten:[5]
  - Junellia toninii var. mulinoides (Speg.) P.Peralta & Múlgura (Syn.: Verbena mulinoides Speg., Junellia mulinoides (Speg.) Moldenke): Diese Neukombination erfolgte 2008. Die Varietät kommt im südlichen Argentinien vor.[5]
  - Junellia toninii (Kuntze) Moldenke var. toninii Sie kommt vom südwestlichen-südlichen bis südlichen Argentinien vor.[5]
- Junellia tridactylites (Lag.) Moldenke (Syn.: Verbena tridactylites Lag.): Sie kommt vom südlichen Chile bis zum westlichen und südlichen Argentinien und auf den Falklandinseln vor.[5]
- Junellia trifida (Kunth) P.Peralta & N.O'Leary (Syn.: Verbena trifida Kunth): Sie kommt in Kolumbien vor.[5]
- Junellia trifurcata (Phil.) Moldenke (Syn.: Verbena trifurcata Phil.): Sie kommt im zentralen Chile vor.[5]
- Junellia tripartita Moldenke: Sie kommt nur in der argentinischen Provinz Mendoza vor.[5]
- Junellia ulicina (Phil.) Moldenke (Syn.: Verbena ulicina Phil.): Sie kommt vom mittleren Chile bis zum südwestlichen und südlichen Argentinien vor.[5]
- Junellia uniflora (Phil.) Moldenke (Syn.: Verbena uniflora Phil.): Sie kommt vom nördlichen-zentralen bis zentralen Chile und im westlichen Argentinien vor.[5]

In die 2009 neu aufgestellte Gattung Mulguraea N.O'Leary & P.Peralta die wurden elf Arten verschoben:
- Junellia arequipense (Botta) Botta → Mulguraea arequipensis (Botta) N.O'Leary & P.Peralta[1]
- Junellia asparagoides (Gillies & Hook.) Moldenke → Mulguraea asparagoides (Gillies & Hook.) N.O'Leary & P.Peralta[1]
- Junellia aspera (Gillies & Hook.) Moldenke → Mulguraea aspera (Gillies & Hook.) N.O'Leary & P.Peralta[1]
- Junellia cedroides (Sandwith) Moldenke → Mulguraea cedroides (Sandwith) N.O'Leary & P.Peralta[1]
- Junellia cinerascens (Schauer) Botta → Mulguraea cinerascens (Schauer) N.O'Leary & P.Peralta[1]
- Junellia echegarayi (Hieron.) Moldenke → Mulguraea echegarayi (Hieron.) N.O'Leary & P.Peralta[1]
- Junellia hystrix (Phil.) Moldenke → Mulguraea hystrix (Phil.) N.O'Leary & P.Peralta[1]
- Junellia ligustrina (Lag.) Moldenke → Mulguraea ligustrina (Lag.) N.O'Leary & P.Peralta[1]
- Junellia tetragonocalyx (Tronc.) Moldenke → Mulguraea tetragonocalyx (Tronc.) N.O'Leary & P.Peralta[1]
- Junellia scoparia (Gillies & Hook.) Botta → Mulguraea scoparia (Gillies & Hook.) N.O'Leary & P.Peralta[1]
- Junellia tridens (Lag.) Moldenke → Mulguraea tridens (Lag.) N.O'Leary & P.Peralta[1]